# Harry Saager

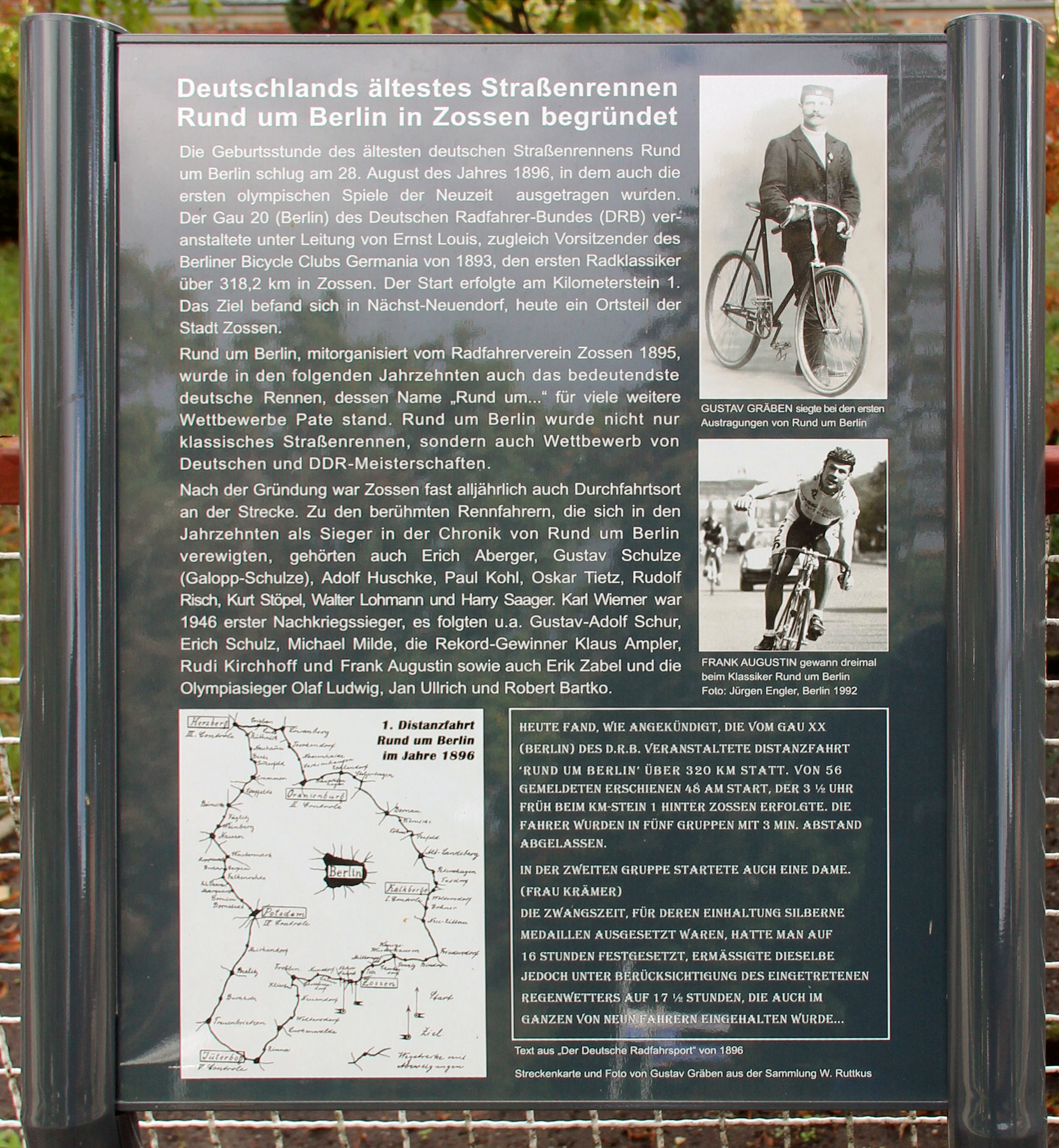
Gedenktafel für Deutschlands ältestes Straßenrennen in Zossen

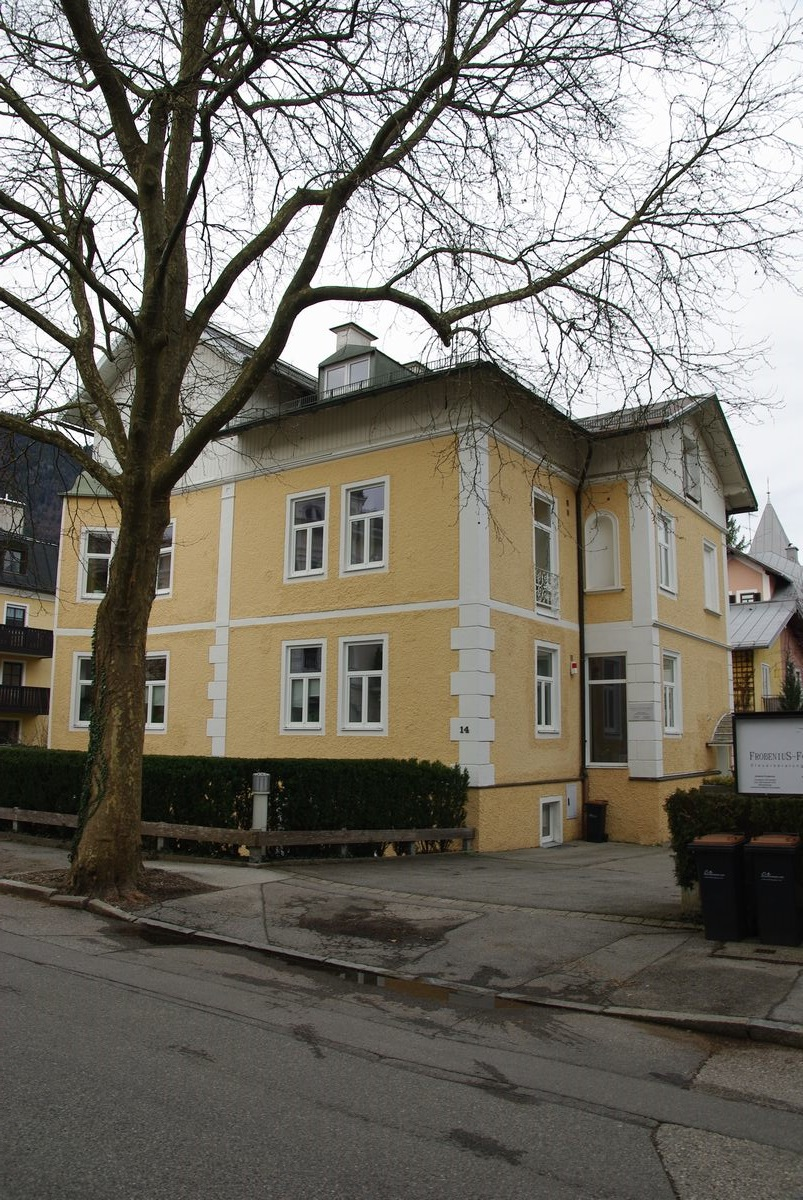
Ehemalige Kurpension De la Paz in Bad Reichenhall

Harry Saager (* 11. November 1919 in Bad Reichenhall; † 8. Mai 1999 in Ungarn) war ein deutscher Radrennfahrer.
Harry Saager galt während und nach dem Zweiten Weltkrieg bis in die 1950er Jahre hinein als Deutschlands bester Straßenfahrer. Schon während des Krieges, 1941 und 1942, gewann er als Amateur zweimal Rund um Berlin, 1939 Berlin–Angermünde–Berlin und wurde 1943 Deutscher Amateur-Meister auf der Straße (vor Karl Kittsteiner). 1942 gewann er das Rennen Rund um die Hainleite und wurde er mit Werner Bunzel Deutscher Tandem-Meister.
Bei den ersten Bahn-Meisterschaften nach dem Krieg wurde Saager, der in Berlin lebte und für den Verein „RC Sturmvogel 1900“ fuhr, jetzt als Profi gemeinsam mit Rudi Mirke Deutscher Meister im Zweier-Mannschaftsfahren; 1950 wiederholte er diesen Sieg gemeinsam mit Heinrich Schwarzer. 1949 gewann Harry Saager im Team des Rennstalls der Firma Rabeneick die Gesamtwertung des Grünen Bandes der IRA, einem Vorläufer der späteren Deutschland-Rundfahrt. Anfang der 1950er Jahre fuhr Saager auch 30 Sechstagerennen; 1951 gewann er das in Frankfurt am Main mit Ludwig Hörmann. Auf der Straße gewann Saager 1951 mit dem Großen Durex-Preis das mit 340 Kilometern längste deutsche Eintagesrennen.  
Harry Saager, der nach dem Ende seiner aktiven Karriere nach Bad Reichenhall zurückging und dort eine Pension eröffnete, starb 1999 beim Training in Ungarn an einem Herzinfarkt, nachdem er zuvor noch an der Senioren-WM in St. Johann in Tirol teilgenommen hatte.